# エアクオート

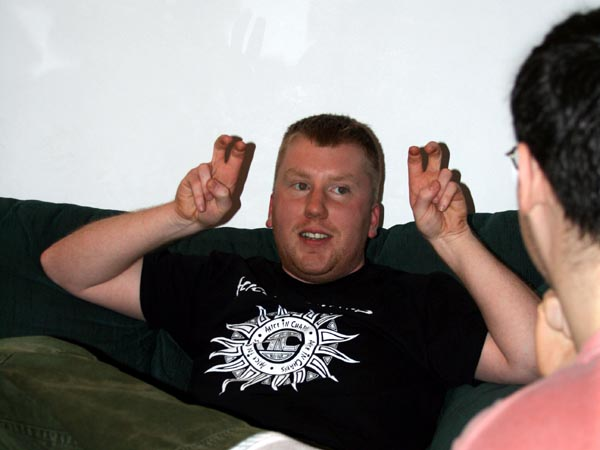
エアクオートのしぐさの例

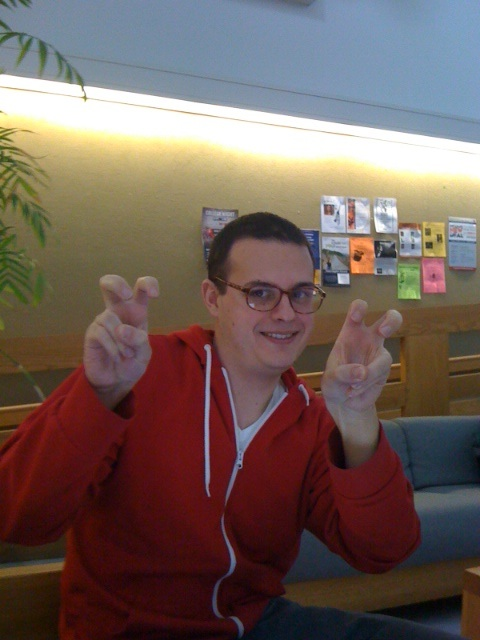
エアクオートのしぐさの例

エアクオート（英: air quotes, finger quotes, ersatz quotes）は、主に欧米で会話中に使われるジェスチャーの1つ。ある単語や節を発話するときに両方の手を顔の横でピースサイン（Vサイン）のような形をつくり、指を数回曲げる動作のことである。それにより発話中の単語に、印刷字中のダブルクオーテーションマーク ("") で括弧されたときと同じ効果をもたらす。

## 概要
日本人の場合、アカデミズムの場くらいでしか使われない珍しいジェスチャーで、発した語に「いわゆる(所謂)○○」という意味を持たせることができるジェスチャーになる。この「いわゆる」や「なんというか」という意味での括弧は通常の引用を示すためのただの括弧とは区別され、印刷文で風刺・皮肉・婉曲表現を示すために使われる皮肉の引用符 (scare quotes) と同等のものだと考えられている。
似たようなジェスチャーは1927年まで遡るが、アメリカにおけるエアクオートの普及は1989年に"Spy Magazine"誌が造語したことと、1990年代にコメディアンのスティーヴ・マーティンがショーで多用したことがきっかけだと考えられている。